# Olaf Thon
Olaf Thon (Gelsenkirchen, 1 mei 1966) is een Duits voormalig professioneel voetballer die tussen 1983 en 2002 als middenvelder en verdediger actief was voor Schalke 04, Bayern München en opnieuw Schalke 04. In 1984 debuteerde hij in het Duits voetbalelftal en hij speelde uiteindelijk tweeënvijftig interlands, waarin hij tot drie doelpunten kwam.

## Clubcarrière
Thon kwam via STV Horst-Emscher in 1980 in de jeugd van Schalke 04 terecht. Na drie jaar debuteerde hij in het eerste elftal. Hiermee promoveerde de middenvelder in zijn eerste seizoen naar de Bundesliga. Vijf seizoenen speelde Thon met Schalke in de Bundesliga. In de zomer van 1988 vertrok hij naar Bayern München, waar hij de naar het Italiaanse Internazionale vertrokken Lothar Matthäus moest vervangen. Bij de Beierse club was hij zes jaar actief en in de helft van die jaren werd hij kampioen met Bayern. In 1994 keerde Thon terug naar Schalke 04, waar hij veelal als verdediger ging voetballen. In 1997 werd de finale van de UEFA Cup gewonnen van Internazionale.

## Clubstatistieken
| Seizoen | Club           | Competitie    | Competitie | Competitie | Beker | Beker | Internationaal | Internationaal | Totaal | Totaal |
| Seizoen | Club           | Competitie    | Wed.       | Dlp.       | Wed.  | Dlp.  | Wed.           | Dlp.           | Wed.   | Dlp.   |
| ------- | -------------- | ------------- | ---------- | ---------- | ----- | ----- | -------------- | -------------- | ------ | ------ |
| 1983/84 | Schalke 04     | 2. Bundesliga | 38         | 14         | 7     | 4     | —              | —              | 45     | 18     |
| 1984/85 | Schalke 04     | Bundesliga    | 34         | 10         | 3     | 0     | —              | —              | 37     | 10     |
| 1985/86 | Schalke 04     | Bundesliga    | 34         | 10         | 3     | 0     | —              | —              | 37     | 10     |
| 1986/87 | Schalke 04     | Bundesliga    | 33         | 8          | 0     | 0     | —              | —              | 33     | 8      |
| 1987/88 | Schalke 04     | Bundesliga    | 28         | 14         | 1     | 2     | —              | —              | 29     | 16     |
| 1988/89 | Bayern München | Bundesliga    | 32         | 8          | 2     | 5     | 2              | 0              | 36     | 13     |
| 1989/90 | Bayern München | Bundesliga    | 20         | 8          | 3     | 0     | 4              | 1              | 27     | 9      |
| 1990/91 | Bayern München | Bundesliga    | 25         | 6          | 0     | 0     | 6              | 0              | 31     | 6      |
| 1991/92 | Bayern München | Bundesliga    | 24         | 2          | 0     | 0     | 2              | 0              | 26     | 2      |
| 1992/93 | Bayern München | Bundesliga    | 32         | 5          | 2     | 1     | —              | —              | 34     | 6      |
| 1993/94 | Bayern München | Bundesliga    | 15         | 1          | 2     | 0     | 0              | 0              | 17     | 1      |
| 1994/95 | Schalke 04     | Bundesliga    | 26         | 1          | 3     | 0     | —              | —              | 29     | 1      |
| 1995/96 | Schalke 04     | Bundesliga    | 30         | 3          | 3     | 0     | —              | —              | 33     | 3      |
| 1996/97 | Schalke 04     | Bundesliga    | 33         | 2          | 1     | 0     | 12             | 0              | 46     | 2      |
| 1997/98 | Schalke 04     | Bundesliga    | 29         | 1          | 0     | 0     | 6              | 1              | 35     | 2      |
| 1998/99 | Schalke 04     | Bundesliga    | 17         | 2          | 2     | 0     | 0              | 0              | 19     | 2      |
| 1999/00 | Schalke 04     | Bundesliga    | 23         | 1          | 2     | 0     | —              | —              | 25     | 1      |
| 2000/01 | Schalke 04     | Bundesliga    | 4          | 0          | 1     | 0     | —              | —              | 5      | 0      |
| 2001/02 | Schalke 04     | Bundesliga    | 5          | 0          | 0     | 0     | 3              | 0              | 8      | 0      |
| Totaal  | Totaal         | Totaal        | 482        | 96         | 35    | 12    | 35             | 2              | 552    | 110    |

## Interlandcarrière
Zijn debuut voor het West-Duits voetbalelftal maakte Thon op 16 december 1984, toen in Attard met 2–3 gewonnen werd van Malta. De middenvelder mocht van bondscoach Franz Beckenbauer als invaller voor Ditmar Jakobs het veld betreden. In voorbereiding op het EK 1988 speelde Thon mee in zeventien oefenwedstrijden. Op 24 september 1986 maakte hij zijn eerste interlanddoelpunt, door te scoren tegen Denemarken (0–2 winst). De middenvelder werd tevens opgeroepen voor het EK in eigen land. Tijdens dit toernooi scoorde Thon tegen Denemarken, tegen wie hij twee jaar eerder ook al zijn eerste treffer maakte. In de halve finale werd verloren van Nederland. Na dit duel werd Thon voor schut gezet door Ronald Koeman, die zijn achterste afveegde met het geruilde shirt van Thon. Die verklaarde later de actie af te keuren maar Koeman vergeven te hebben. In 1990 won hij met West-Duitsland het WK in Italië. De middenvelder speelde mee in twee wedstrijden, tegen Colombia en Engeland. Vanwege blessures en onenigheid met bondscoach Berti Vogts miste Thon drie toernooien, maar hij zat wel in de selectie voor het WK 1998. Hierop speelde hij mee tegen de Verenigde Staten, Joegoslavië en Iran. Dat laatste duel was tevens zijn laatste interland. Thon kwam uit op tweeënvijftig interlands en drie doelpunten.
| Interlands van Olaf Thon voor Duitsland | Interlands van Olaf Thon voor Duitsland | Interlands van Olaf Thon voor Duitsland | Interlands van Olaf Thon voor Duitsland | Interlands van Olaf Thon voor Duitsland | Interlands van Olaf Thon voor Duitsland |
| №                                       | Datum                                   | Wedstrijd                               | Uitslag                                 | Competitie                              | Goals                                   |
| Als speler van Schalke 04               | Als speler van Schalke 04               | Als speler van Schalke 04               | Als speler van Schalke 04               | Als speler van Schalke 04               | Als speler van Schalke 04               |
| --------------------------------------- | --------------------------------------- | --------------------------------------- | --------------------------------------- | --------------------------------------- | --------------------------------------- |
| 1                                       | 16 december 1984                        | Malta – West-Duitsland                  | 2 – 3                                   | WK 1986 kwalificatie                    |                                         |
| 2                                       | 29 januari 1985                         | West-Duitsland – Hongarije              | 0 – 1                                   | Vriendschappelijk                       |                                         |
| 3                                       | 27 maart 1985                           | West-Duitsland – Malta                  | 6 – 0                                   | WK 1986 kwalificatie                    |                                         |
| 4                                       | 17 april 1985                           | West-Duitsland – Bulgarije              | 4 – 1                                   | Vriendschappelijk                       |                                         |
| 5                                       | 30 april 1985                           | Tsjecho-Slowakije – West-Duitsland      | 1 – 5                                   | WK 1986 kwalificatie                    |                                         |
| 6                                       | 12 juni 1985                            | Engeland – West-Duitsland               | 3 – 0                                   | Vriendschappelijk                       |                                         |
| 7                                       | 17 november 1985                        | West-Duitsland – Tsjecho-Slowakije      | 2 – 2                                   | WK 1986                                 |                                         |
| 8                                       | 12 maart 1986                           | West-Duitsland – Brazilië               | 2 – 0                                   | Vriendschappelijk                       |                                         |
| 9                                       | 9 april 1986                            | Zwitserland – West-Duitsland            | 0 – 1                                   | Vriendschappelijk                       |                                         |
| 10                                      | 11 mei 1986                             | West-Duitsland – Joegoslavië            | 1 – 1                                   | Vriendschappelijk                       |                                         |
| 11                                      | 24 september 1986                       | Denemarken – West-Duitsland             | 0 – 2                                   | Vriendschappelijk                       | 24'                                     |
| 12                                      | 29 oktober 1986                         | Oostenrijk – West-Duitsland             | 4 – 1                                   | Vriendschappelijk                       |                                         |
| 13                                      | 25 maart 1987                           | Israël – West-Duitsland                 | 0 – 2                                   | Vriendschappelijk                       | 9'                                      |
| 14                                      | 18 april 1987                           | West-Duitsland – Italië                 | 0 – 0                                   | Vriendschappelijk                       |                                         |
| 15                                      | 9 september 1987                        | West-Duitsland – Engeland               | 3 – 1                                   | Vriendschappelijk                       |                                         |
| 16                                      | 23 september 1987                       | West-Duitsland – Denemarken             | 1 – 0                                   | Vriendschappelijk                       |                                         |
| 17                                      | 14 oktober 1987                         | West-Duitsland – Zweden                 | 1 – 1                                   | Vriendschappelijk                       |                                         |
| 18                                      | 18 november 1987                        | Hongarije – West-Duitsland              | 0 – 0                                   | Vriendschappelijk                       |                                         |
| 19                                      | 12 december 1987                        | Brazilië – West-Duitsland               | 1 – 1                                   | Vriendschappelijk                       |                                         |
| 20                                      | 16 december 1987                        | Argentinië – West-Duitsland             | 1 – 0                                   | Vriendschappelijk                       |                                         |
| 21                                      | 31 maart 1988                           | West-Duitsland – Zweden                 | 1 – 1                                   | Vriendschappelijk                       |                                         |
| 22                                      | 12 maart 1988                           | West-Duitsland – Argentinië             | 1 – 0                                   | Vriendschappelijk                       |                                         |
| 23                                      | 27 april 1988                           | West-Duitsland – Zwitserland            | 1 – 0                                   | Vriendschappelijk                       |                                         |
| 24                                      | 4 juni 1988                             | West-Duitsland – Joegoslavië            | 1 – 1                                   | Vriendschappelijk                       |                                         |
| 25                                      | 10 juni 1988                            | West-Duitsland – Italië                 | 1 – 1                                   | EK 1988                                 |                                         |
| 26                                      | 14 juni 1988                            | West-Duitsland – Denemarken             | 2 – 0                                   | EK 1988                                 | 85'                                     |
| 27                                      | 17 juni 1988                            | West-Duitsland – Spanje                 | 2 – 0                                   | EK 1988                                 |                                         |
| 28                                      | 21 juni 1988                            | West-Duitsland – Nederland              | 1 – 2                                   | EK 1988                                 |                                         |
| Als speler van Bayern München           |                                         |                                         |                                         |                                         |                                         |
| 29                                      | 19 oktober 1988                         | West-Duitsland – Nederland              | 0 – 0                                   | WK 1990 kwalificatie                    |                                         |
| 30                                      | 6 september 1989                        | Ierland – West-Duitsland                | 1 – 1                                   | Vriendschappelijk                       |                                         |
| 31                                      | 25 april 1990                           | West-Duitsland – Uruguay                | 3 – 3                                   | Vriendschappelijk                       |                                         |
| 32                                      | 26 mei 1990                             | West-Duitsland – Tsjecho-Slowakije      | 1 – 0                                   | Vriendschappelijk                       |                                         |
| 33                                      | 30 mei 1990                             | West-Duitsland – Denemarken             | 1 – 0                                   | Vriendschappelijk                       |                                         |
| 34                                      | 19 juni 1990                            | Colombia – West-Duitsland               | 1 – 1                                   | WK 1990                                 |                                         |
| 35                                      | 4 juli 1990                             | Engeland – West-Duitsland               | 1 – 1                                   | WK 1990                                 |                                         |
| 36                                      | 9 september 1992                        | Denemarken – Duitsland                  | 1 – 2                                   | Vriendschappelijk                       |                                         |
| 37                                      | 14 oktober 1992                         | Duitsland – Mexico                      | 1 – 1                                   | Vriendschappelijk                       |                                         |
| 38                                      | 20 december 1992                        | Uruguay – Duitsland                     | 1 – 4                                   | Vriendschappelijk                       |                                         |
| 39                                      | 24 maart 1993                           | Schotland – Duitsland                   | 0 – 1                                   | Vriendschappelijk                       |                                         |
| 40                                      | 14 april 1993                           | Duitsland – Ghana                       | 1 – 2                                   | Vriendschappelijk                       |                                         |
| Als speler van Schalke 04               |                                         |                                         |                                         |                                         |                                         |
| 41                                      | 10 september 1997                       | Duitsland – Armenië                     | 4 – 0                                   | WK 1998 kwalificatie                    |                                         |
| 42                                      | 11 oktober 1997                         | Duitsland – Albanië                     | 4 – 3                                   | WK 1998 kwalificatie                    |                                         |
| 43                                      | 18 februari 1998                        | Oman – Duitsland                        | 0 – 2                                   | Vriendschappelijk                       |                                         |
| 44                                      | 22 februari 1998                        | Saoedi-Arabië – Duitsland               | 0 – 3                                   | Vriendschappelijk                       |                                         |
| 45                                      | 25 maart 1998                           | Duitsland – Brazilië                    | 1 – 2                                   | Vriendschappelijk                       |                                         |
| 46                                      | 22 april 1998                           | Duitsland – Nigeria                     | 1 – 0                                   | Vriendschappelijk                       |                                         |
| 47                                      | 27 mei 1998                             | Finland – Duitsland                     | 0 – 0                                   | Vriendschappelijk                       |                                         |
| 48                                      | 30 mei 1998                             | Duitsland – Colombia                    | 3 – 1                                   | Vriendschappelijk                       |                                         |
| 49                                      | 5 juni 1998                             | Duitsland – Luxemburg                   | 7 – 0                                   | Vriendschappelijk                       |                                         |
| 50                                      | 15 juni 1998                            | Verenigde Staten – Duitsland            | 0 – 2                                   | WK 1998                                 |                                         |
| 51                                      | 21 juni 1998                            | Duitsland – Joegoslavië                 | 2 – 2                                   | WK 1998                                 |                                         |
| 52                                      | 25 juni 1998                            | Iran – Duitsland                        | 0 – 2                                   | WK 1998                                 |                                         |

## Trainerscarrière
Na zijn voetbalpensioen in 2002, werd Thon marketingmanager bij Schalke 04. In 2010 werd hij aangesteld als trainer bij VfB Hüls, dat uitkwam op het vijfde niveau. In 2011 verliet hij de club weer.

## Erelijst
| Competitie                  |                |                           |                |                |
| Competitie                  | Aantal         | Jaren                     |                |                |
| Bayern München              | Bayern München | Bayern München            | Bayern München | Bayern München |
| --------------------------- | -------------- | ------------------------- | -------------- | -------------- |
| Bundesliga                  | 3              | 1988/89, 1989/90, 1993/94 |                |                |
| Schalke 04                  |                |                           |                |                |
| DFB-Pokal                   | 2              | 2000/01, 2001/02          |                |                |
| UEFA Cup                    | 1              | 1996/97                   |                |                |
| Duitsland                   |                |                           |                |                |
| Wereldkampioenschap voetbal | 1              | 1990                      |                |                |